# Telescopio Samuel Oschin
El telescopio Samuel Oschin, también llamado Oschin Schmidt, es una cámara Schmidt de 48 pulgadas de apertura (1.22 m) en el Observatorio Palomar en el norte del condado de San Diego, California. Consiste en una placa correctora Schmidt de 49.75 pulgadas y un espejo de 72 pulgadas (f / 2.5). El instrumento es estrictamente una cámara; No hay ninguna disposición para que un ocular lo mire. Originalmente utilizaba placas fotográficas de vidrio de 10 y 14 pulgadas. Dado que el plano focal es curvo, estas placas tuvieron que ser preformadas en una plantilla especial antes de cargarlas en la cámara.
La construcción del telescopio Schmidt comenzó en 1939 y se completó en 1948. Fue nombrado el telescopio Samuel Oschin en 1986. Antes de eso, se llamaba Schmidt de 48 pulgadas.
A mediados de la década de 1980, la placa correctora se reemplazó con vidrio con menos aberración cromática, produciendo imágenes de mayor calidad en un espectro más amplio.
Entre 2000 y 2001, se convirtió para usar un generador de imágenes CCD. La placa correctora fue reemplazada recientemente por un vidrio transparente para un rango más amplio de longitudes de onda. La cámara ahora está totalmente automatizada y controlada a distancia. Los datos recopilados se transmiten a través de la Red de investigación y educación inalámbrica de alto rendimiento (HPWREN). Se programa y opera principalmente desde Pasadena, California, sin operador en el sitio, excepto para abrir y cerrar el domo del observatorio.

## Cámaras CCD
La primera cámara CCD instalada fue la cámara de Seguimiento de Asteroides Cercanos a la Tierra (NEAT), que tenía tres sensores 4k × 4k separados dispuestos en una línea norte-sur con espacios sustanciales (1 °) entre ellos. El campo de visión total fue de 3.75 grados cuadrados.
Entre 2003 y 2007, aquí se encontraba la cámara del Equipo de Encuesta Ecuatorial Quasar. Consistía en 112 CCD, cada uno de 2400 × 600 píxeles (161 megapíxeles en total), dispuestos en cuatro columnas de 28 (con espacios entre ellas), el mosaico CCD más grande utilizado en una cámara astronómica en ese momento.
La siguiente cámara instalada (en 2009) fue un mosaico de 12,288 por 8,192 píxeles (100 megapíxeles) construido originalmente para el Telescopio Canadá – Francia – Hawái. Este tenía un campo de visión de 7,8 grados cuadrados, y se utilizó para la Fábrica Transitoria de Palomar.
En 2017, el telescopio se convirtió en el anfitrión de la Instalación Transitoria Zwicky. A diferencia de sus predecesores, este fue diseñado a medida para el telescopio Oschin y su amplio campo de visión, utilizando una matriz CCD de 16 × 6144 × 6160 (606 megapíxeles) con un campo de visión de 47 grados cuadrados.

## Archivo de Placas
Aproximadamente la mitad de los grandes negativos de placas de vidrio fotográficas expuestos en el telescopio, unos 19,000 en total, se habían acumulado en el subsuelo del edificio Robinson en el Instituto de Tecnología de California desde 1949. En 2002, el astrónomo Jean Mueller se acercó a Richard Ellis, el director de los Observatorios Ópticos Caltech, para ser voluntario en la tarea de organizar el archivo de placas del Telescopio Oschin.
Dado el visto bueno, reclutó a once voluntarios de la Asociación de Observatorios Mount Wilson (MWOA) y la Sociedad Astronómica de Los Ángeles (LAAS),  el equipo pasó 13 fines de semana (con más de mil horas) estudiando las pilas, colocando platos en fundas protectoras, y empacarlas en más de 500 cajas que fueron transportadas a Palomar.
Todos los voluntarios recibieron el regalo de tener asteroides con su nombre, cumplidos de Carolyn S. Shoemaker: (10028) Bonus, (12680) Bogdanovich, (13914) Galegant, (16452) Goldfinger, (19173) Virginiaterése, (20007) Marybrown, (21148) Billramsey, (22294) Simmons, (27706) Strogen, y (29133) Vargas. Mueller también fue recompensado con una visita al Observatorio Keck en Hawái.

## Descubrimientos
El Telescopio Oschin fue responsable del descubrimiento de 90377 Sedna el 14/11/2003 y Eris, el '10º Planeta' el 05-01-2005 a partir de imágenes tomadas el 21/10/2003. La peculiar supernova Tipo Ia SN 2002cx fue descubierta con el telescopio Oschin el 12/05/2002, 21 UT. Otros descubrimientos incluyen 90482 Orcus (en 2004) y 50000 Quaoar (en 2002), ambos grandes objetos trans-Neptuno.
En junio de 2011 se informó que el telescopio descubrió 6 supernovas ubicadas a 8 mil millones de años luz de la Tierra, cuya composición carece de hidrógeno. Esto es diferente de las supernovas normales y contribuirá a la investigación de la formación de estrellas.